# Écuires
Écuires est une commune française située dans le département du Pas-de-Calais en région Hauts-de-France. Ses habitants sont appelés les Écuiriens.
La commune fait partie de la communauté d'agglomération des Deux Baies en Montreuillois qui regroupe 46 communes et compte 65 760 habitants en 2021.

## Géographie

### Localisation
Localisée dans le sud-ouest du département du Pas-de-Calais, Écuires est une commune limitrophe, au nord, de la commune de Montreuil-sur-Mer (chef-lieu d'arrondissement) et située, à vol d'oiseau, à 13 km de la Côte d'Opale.
Le territoire de la commune est limitrophe de ceux de six communes.
Les communes limitrophes sont Montreuil-sur-Mer, La Madelaine-sous-Montreuil, Wailly-Beaucamp, Beaumerie-Saint-Martin, Boisjean et Campigneulles-les-Petites.

### Géologie et relief
La superficie de la commune est de 9,15 km2 ; son altitude varie de 5  à   65 m.

### Hydrographie

#### Réseau hydrographique
Le territoire de la commune est situé dans le bassin Artois-Picardie. Elle est drainée par l'Écuires et le ruisseau de Montreuil,,.

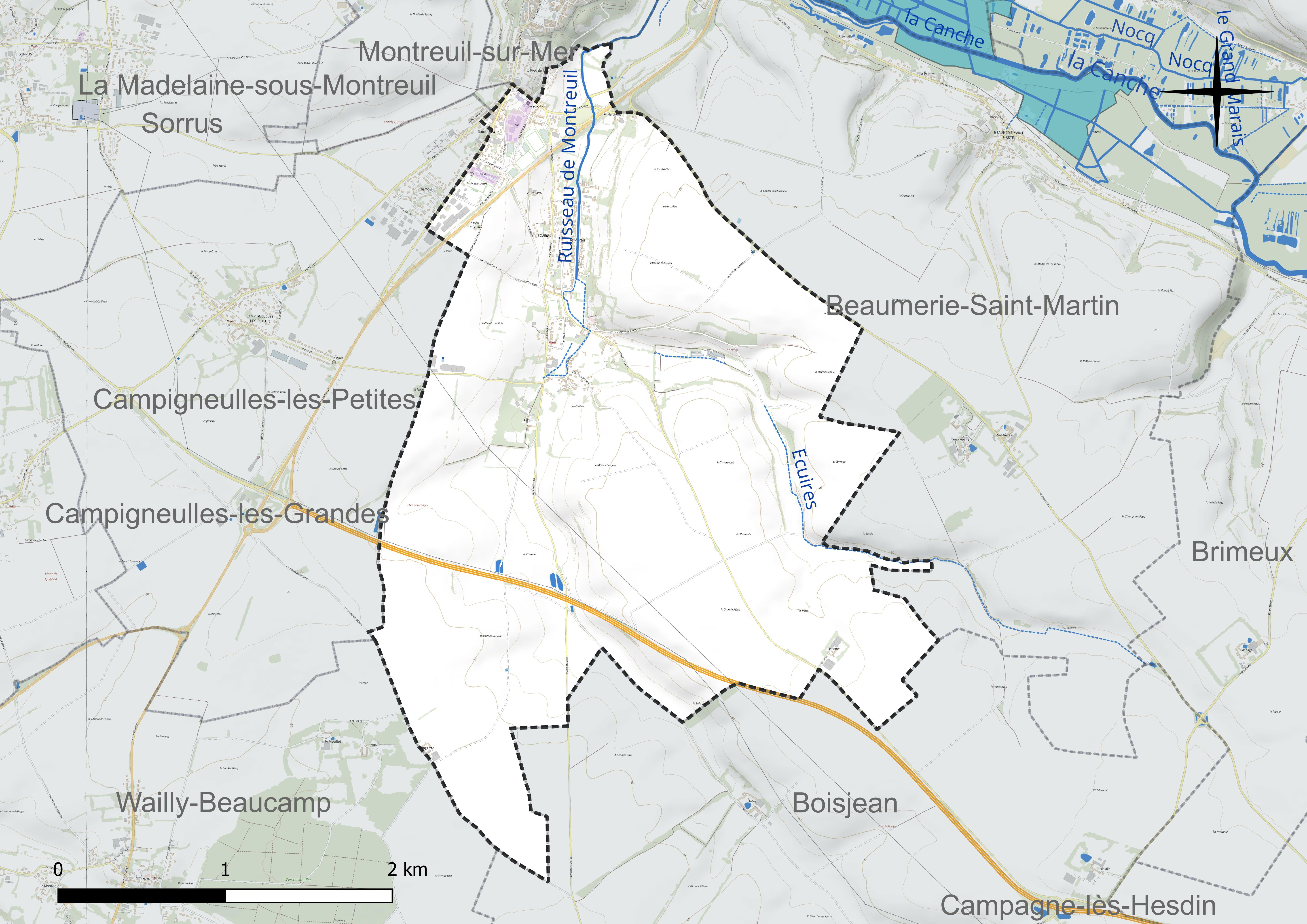
Réseau hydrographique d'Écuires.

#### Gestion et qualité des eaux
Le territoire communal est couvert par le schéma d'aménagement et de gestion des eaux (SAGE) « Canche ». Ce document de planification concerne un territoire de 1 391 km2 de superficie, délimité par le bassin versant de la Canche. Le périmètre a été arrêté le 26 février 1999 et le SAGE proprement dit a été approuvé le 3 octobre 2011, puis modifié le 4 juillet 2014. La structure porteuse de l'élaboration et de la mise en œuvre est le syndicat mixte Canche et Authie (Symcéa).
La qualité des cours d'eau peut être consultée sur un site dédié géré par les agences de l'eau et l'Agence française pour la biodiversité.

### Climat
Pour des articles plus généraux, voir Climat des Hauts-de-France et Climat du Pas-de-Calais.
En 2010, le climat de la commune est de type climat océanique franc, selon une étude du CNRS s'appuyant sur une série de données couvrant la période 1971-2000. En 2020, Météo-France publie une typologie des climats de la France métropolitaine dans laquelle la commune est exposée à un climat océanique et est dans la région climatique Côtes de la Manche orientale, caractérisée par un faible ensoleillement (1 550 h/an) ; forte humidité de l'air (plus de 20 h/jour avec humidité relative > 80 % en hiver), vents forts fréquents.
Pour la période 1971-2000, la température annuelle moyenne est de 10,4 °C, avec une amplitude thermique annuelle de 12,7 °C. Le cumul annuel moyen de précipitations est de 721 mm, avec 12,7 jours de précipitations en janvier et 8,2 jours en juillet. Pour la période 1991-2020, la température moyenne annuelle observée sur la station météorologique la plus proche, située sur la commune du Touquet-Paris-Plage à 14 km à vol d'oiseau, est de 11,2 °C et le cumul annuel moyen de précipitations est de 888,8 mm,. Pour l'avenir, les paramètres climatiques de la commune estimés pour 2050 selon différents scénarios d'émission de gaz à effet de serre sont consultables sur un site dédié publié par Météo-France en novembre 2022.

### Paysages
Pour un article plus général, voir Paysage en France.
La commune est située à la jonction de deux paysages tel que définis dans l'atlas des paysages de la région Nord-Pas-de-Calais, conçu par la direction régionale de l'Environnement, de l'Aménagement et du Logement (DREAL), :
- le « paysage montreuillois », qui concerne 98 communes, et qui se délimite : à l'Ouest par des falaises qui, avec le recul de la mer, ont donné naissance aux bas-champs ourlées de dunes ; au Nord par la boutonnière du Boulonnais ; au sud par le vaste plateau formé par la vallée de l'Authie, et à l'Est par les paysages du Ternois et de Haut-Artois. Ce paysage régional, avec, dans son axe central, la vallée de la Canche et ses nombreux affluents comme la Course, la Créquoise, la Planquette…, offre une alternance de vallées et de plateaux, appelée « ondulations montreuilloises ». Dans ce paysage, et plus particulièrement sur les plateaux, on cultive la betterave sucrière, le blé et le maïs, et les plateaux entre la Ternoise et la Créquoise sont couverts de vastes massifs forestiers comme la forêt d'Hesdin, les bois de Fressin, Sains-lès-Fressin, Créquy…[15] ;
- le « paysage du val d'Authie », qui concerne 83 communes, et qui se délimite : au sud, dans le département de la  Somme par le « paysage de l'Authie et du Ponthieu, dépendant de l'atlas des paysages de la Picardie et au nord et à l'est par les paysages du Montreuillois, du Ternois et les paysages des plateaux cambrésiens et artésiens. Le caractère frontalier de la vallée de l'Authie, aujourd'hui entre le Pas-de-Calais et la Somme, remonte au Moyen Âge où elle séparait le royaume de France du royaume d'Espagne, au nord.

Son coteau Nord est net et escarpé alors que le coteau Sud offre des pentes plus douces. À l'Ouest, le fleuve s'ouvre sur la baie d'Authie, typique de l'estuaire picard, et se jette dans la Manche. Avec son vaste estuaire et les paysages des bas-champs, la baie d'Authie contraste avec les paysages plus verdoyants en amont.
L'Authie, entaille profonde du plateau artésien, a créé des entités écopaysagères prononcées avec un plateau calcaire dont l'altitude varie de 100  à   163 m qui s'étend de chaque côté du fleuve. L'altitude du plateau décline depuis le pays de Doullens, à l'est (point culminant à 163 m), vers les bas-champs picards, à l'ouest (moins de 40 m). Le fond de la vallée de l'Authie, quant à lui, est recouvert d'alluvions et de tourbes. L'Authie est un fleuve côtier classé comme cours d'eau de première catégorie où le peuplement piscicole dominant est constitué de salmonidés. L'occupation des sols des paysages de la Vallée de l'Authie est composée pour 70 % en culture.

### Milieux naturels et biodiversité

#### Espèces faunistiques et floristiques
Le site de l'Inventaire national du patrimoine naturel (INPN) recense 322 espèces faunistiques et floristiques sur le territoire de la commune dont 20 protégées et 9 taxons (espèces et sous-espèces) menacées et quasi-menacées.

## Urbanisme

### Typologie
Au 1er janvier 2024, Écuires est catégorisée commune rurale à habitat dispersé, selon la nouvelle grille communale de densité à sept niveaux définie par l'Insee en 2022.
Elle appartient à l'unité urbaine de Montreuil-sur-Mer, une agglomération intra-départementale regroupant neuf  communes, dont elle est une commune de la banlieue,,. La commune est en outre hors attraction des villes,.

### Occupation des sols
L'occupation des sols de la commune, telle qu'elle ressort de la base de données européenne d'occupation biophysique des sols Corine Land Cover (CLC), est marquée par l'importance des territoires agricoles (92,3 % en 2018), une proportion identique à celle de 1990 (92,3 %). La répartition détaillée en 2018 est la suivante : 
terres arables (83,1 %), prairies (9,3 %), zones urbanisées (7,7 %). L'évolution de l'occupation des sols de la commune et de ses infrastructures peut être observée sur les différentes représentations cartographiques du territoire : la carte de Cassini (XVIIIe siècle), la carte d'état-major (1820-1866) et les cartes ou photos aériennes de l'IGN pour la période actuelle (1950 à aujourd'hui).

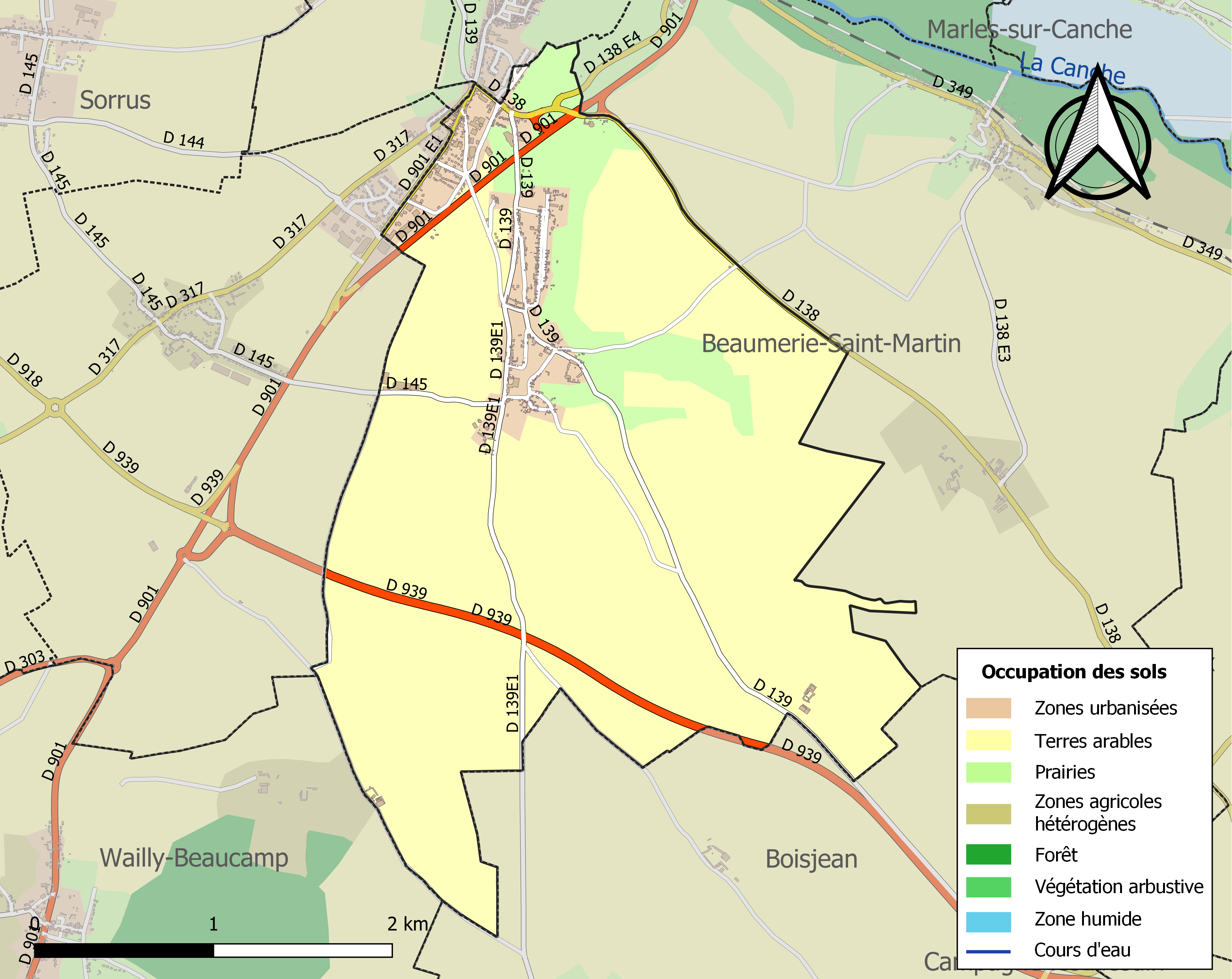
Carte des infrastructures et de l'occupation des sols de la commune en 2018 (CLC).

### Voies de communication et transports

#### Voies de communication
La commune est desservie par les routes départementales D 139, D 145 et D 145 E1. Le sud de son territoire est traversé par la D 939 qui relie Cambrai et Le Touquet-Paris-Plage.

#### Transport ferroviaire
La commune se trouve à 3 km, au sud, de la gare de Montreuil-sur-Mer, située sur la ligne de Saint-Pol-sur-Ternoise à Étaples, desservie par des trains TER Hauts-de-France.

#### Transports en commun
La commune est desservie par la ligne 2 du réseau de transport de la communauté d'agglomération des Deux Baies en Montreuillois (CA2BM).

## Toponymie
Le nom de la localité est attesté sous les formes Squira en 1042, Escurae en 1079, Esquir en 1100, Hescuir en 1134, Escuir en 1154, Scuir en 1197, Escuirs en 1202, Eschuir en 1209, Esquiers en 1282, Escuyre en 1522, Ecuirs en 1739, Escuires en 1793,, Escuires en 1793, Ecuires et Écuires depuis 1801.
Le nom de la commune viendrait de escure, xhure, escury ou escuierie signifiant  « grange » ou « écurie » en oïl.[réf. nécessaire]
Schuren en flamand.

## Histoire
François Thomas Groux fut le dernier survivant des guerres napoléoniennes de la commune. Né à Écuires le 17 mai 1793, il y meurt le 9 décembre 1876 à l'âge de 83 ans. Conscrit de la classe 1813, il entre comme aspirant-canonnier au 4e régiment d'artillerie de marine le 22 novembre 1812, participe aux campagnes d'Allemagne (1813) et de France (1814) au sein du 6e corps d'armée. Il revient à la vie civile à la chute de l'Empire (9 avril 1814). Médaillé de Sainte-Hélène, François Thomas Groux était pensionné au titre de la loi du 5 mai 1869 (brevet de pension no 61515).
Durant la Première Guerre mondiale, des garnisons militaires de Terre-Neuve sont passées par Écuires.

## Politique et administration

### Découpage territorial
La commune se trouve dans l'arrondissement de Montreuil du département du Pas-de-Calais, depuis 1801.

#### Commune et intercommunalités
La commune a fait partie, de 2001 à 2016, de la communauté de communes du Montreuillois et, depuis le 1er janvier 2017, elle fait partie de la communauté d'agglomération des Deux Baies en Montreuillois (CA2BM) dont le siège est basé à Montreuil.

#### Circonscriptions administratives
La commune faisait partie du canton de Saint-Josse (1793), depuis la loi du 22 décembre 1789 reprise par la constitution de 1791, qui divise le royaume (la République en septembre 1792), en communes, cantons, districts et départements, puis du canton de Montreuil.
Dans le cadre du redécoupage cantonal de 2014, elle est maintenant rattachée au canton de Berck qui passe de 10 à 31 communes.

#### Circonscriptions électorales
Pour l'élection des députés, la commune fait partie, depuis 1986, de la quatrième circonscription du Pas-de-Calais.

### Élections municipales et communautaires

#### Liste des maires
| Période                                  | Période                       | Identité        | Étiquette | Qualité |
| ---------------------------------------- | ----------------------------- | --------------- | --------- | --- |
| Les données manquantes sont à compléter. |                               |                 |           | |
|                                          | 1945                          | Floris Gosselin |           | |
| 1945                                     | 1965                          | Eugène Biguet   |           | |
| 1965                                     | 1977                          | Paul Bourgain   |           | |
| 1977                                     | 1993                          | René Gest       |           | Professeur |
| 1993                                     | 2008                          | Alain Noyelles  |           | |
| mars 2008                                | En cours (au 15 février 2022) | Philippe Cousin | LC        | Ancien commandant de la compagnie de gendarmerie d'Écuires Réélu pour le mandat 2014-2020, Réélu pour le mandat 2020-2026, |

## Équipements et services publics

### Enseignement
La commune est située dans l'académie de Lille et dépend, pour les vacances scolaires, de la zone B.
Le département gère le collège du Bras-d'Or.

### Justice, sécurité, secours et défense

#### Justice
La commune dépend du tribunal de proximité de Montreuil-sur-Mer, du conseil de prud'hommes de Boulogne-sur-Mer, du tribunal judiciaire de Boulogne-sur-Mer, de la cour d'appel de Douai, du tribunal de commerce de Boulogne-sur-Mer, du tribunal administratif de Lille, de la cour administrative d'appel de Douai, du pôle nationalité du tribunal judiciaire de Boulogne-sur-Mer et du tribunal pour enfants de Boulogne-sur-Mer.

#### Sécurité
La commune est sous la compétence territoriale de la brigade de gendarmerie située au no 567 rue de Paris à Écuires,.

#### Secours
La commune est sous la responsabilité du centre d'incendie et de secours (CIS) de Montreuil, situé au no 130, Chaussée-Marcadée.

## Population et société

### Démographie
Les habitants de la commune sont appelés les Écuiriens.

#### Évolution démographique
L'évolution du nombre d'habitants est connue à travers les recensements de la population effectués dans la commune depuis 1793. Pour les communes de moins de 10 000 habitants, une enquête de recensement portant sur toute la population est réalisée tous les cinq ans, les populations de référence des années intermédiaires étant quant à elles estimées par interpolation ou extrapolation. Pour la commune, le premier recensement exhaustif entrant dans le cadre du nouveau dispositif a été réalisé en 2007.

En 2022, la commune comptait 686 habitants, en évolution de −7,17 % par rapport à 2016 (Pas-de-Calais : −0,72 %, France hors Mayotte : +2,11 %).
| 1793 | 1800 | 1806 | 1821 | 1831 | 1836 | 1841 | 1846 | 1851 |
| ---- | ---- | ---- | ---- | ---- | ---- | ---- | ---- | ---- |
| 540  | 544  | 563  | 626  | 746  | 753  | 777  | 775  | 756  |

| 1856 | 1861 | 1866 | 1872 | 1876 | 1881 | 1886 | 1891 | 1896 |
| ---- | ---- | ---- | ---- | ---- | ---- | ---- | ---- | ---- |
| 700  | 722  | 690  | 664  | 654  | 567  | 600  | 632  | 660  |

| 1901 | 1906 | 1911 | 1921 | 1926 | 1931 | 1936 | 1946 | 1954 |
| ---- | ---- | ---- | ---- | ---- | ---- | ---- | ---- | ---- |
| 600  | 588  | 551  | 519  | 510  | 511  | 503  | 546  | 576  |

| 1962 | 1968 | 1975 | 1982 | 1990 | 1999 | 2006 | 2007 | 2012 |
| ---- | ---- | ---- | ---- | ---- | ---- | ---- | ---- | ---- |
| 579  | 586  | 670  | 795  | 878  | 830  | 789  | 782  | 779  |

| 2017 | 2022 | - | - | - | - | - | - | - |
| ---- | ---- | - | - | - | - | - | - | - |
| 717  | 686  | - | - | - | - | - | - | - |

#### Pyramide des âges
En 2018, le taux de personnes d'un âge inférieur à 30 ans s'élève à 32,1 %, soit en dessous de la moyenne départementale (36,7 %). À l'inverse, le taux de personnes d'âge supérieur à 60 ans est de 29,0 % la même année, alors qu'il est de 24,9 % au niveau départemental.
En 2018, la commune comptait 348 hommes pour 361 femmes, soit un taux de 50,92 % de femmes, légèrement inférieur au taux départemental (51,5 %).
Les pyramides des âges de la commune et du département s'établissent comme suit.
| Hommes | Classe d’âge | Femmes |
| ------ | ------------ | ------ |
| 0,3    | 90 ou +      | 0,6    |
| 9,3    | 75-89 ans    | 9,8    |
| 17,3   | 60-74 ans    | 20,7   |
| 21,7   | 45-59 ans    | 22,0   |
| 17,5   | 30-44 ans    | 16,8   |
| 14,7   | 15-29 ans    | 15,5   |
| 19,3   | 0-14 ans     | 14,7   |

| Hommes | Classe d’âge | Femmes |
| ------ | ------------ | ------ |
| 0,5    | 90 ou +      | 1,6    |
| 5,6    | 75-89 ans    | 8,9    |
| 16,7   | 60-74 ans    | 18,1   |
| 20,2   | 45-59 ans    | 19,2   |
| 18,9   | 30-44 ans    | 18,1   |
| 18,2   | 15-29 ans    | 16,2   |
| 19,9   | 0-14 ans     | 17,9   |

### Sports et loisirs
En novembre 2022, le complexe sportif évolutif couvert (COSEC) de la commune accueille la 26e édition du tournoi international de baby-foot et ses 320 joueurs venus de nombreux pays d'Europe. La compétition se déroule sur 62 baby-foot de la marque Bonzini.

### Cultes
La commune dispose d'un lieu de culte, l'église Saint-Vaast.
Le territoire de la commune est rattaché à la paroisse de « Saint Josse en montreuillois » au sein du doyenné de Berck-Montreuil, dépendant du diocèse d'Arras. Ce doyenné couvre 68 communes.

## Culture locale et patrimoine

### Lieux et monuments

#### Monument historique
- L'église Saint-Vaast fait l'objet d'une inscription au titre des monuments historiques depuis le 10 juin 1926[54].

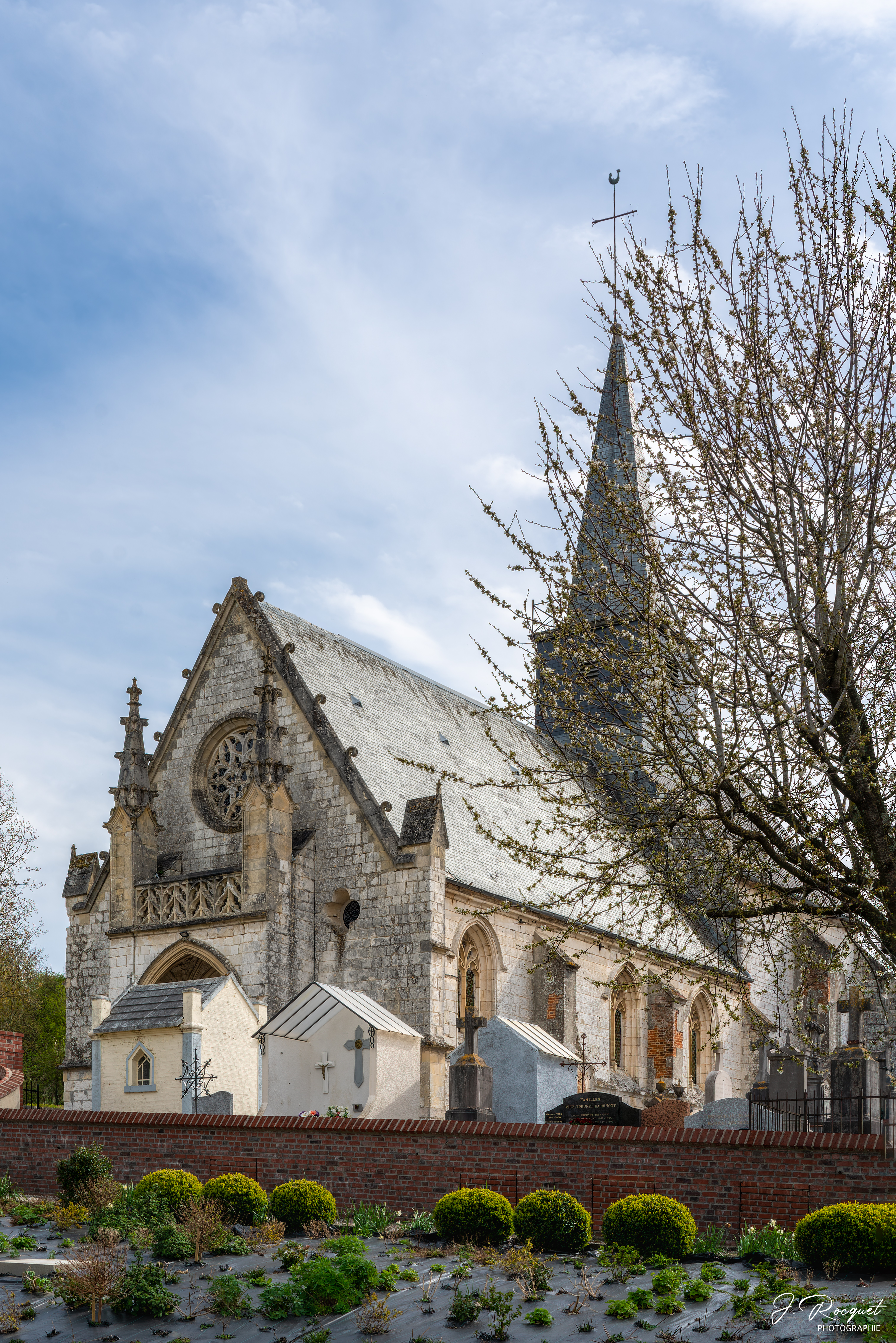
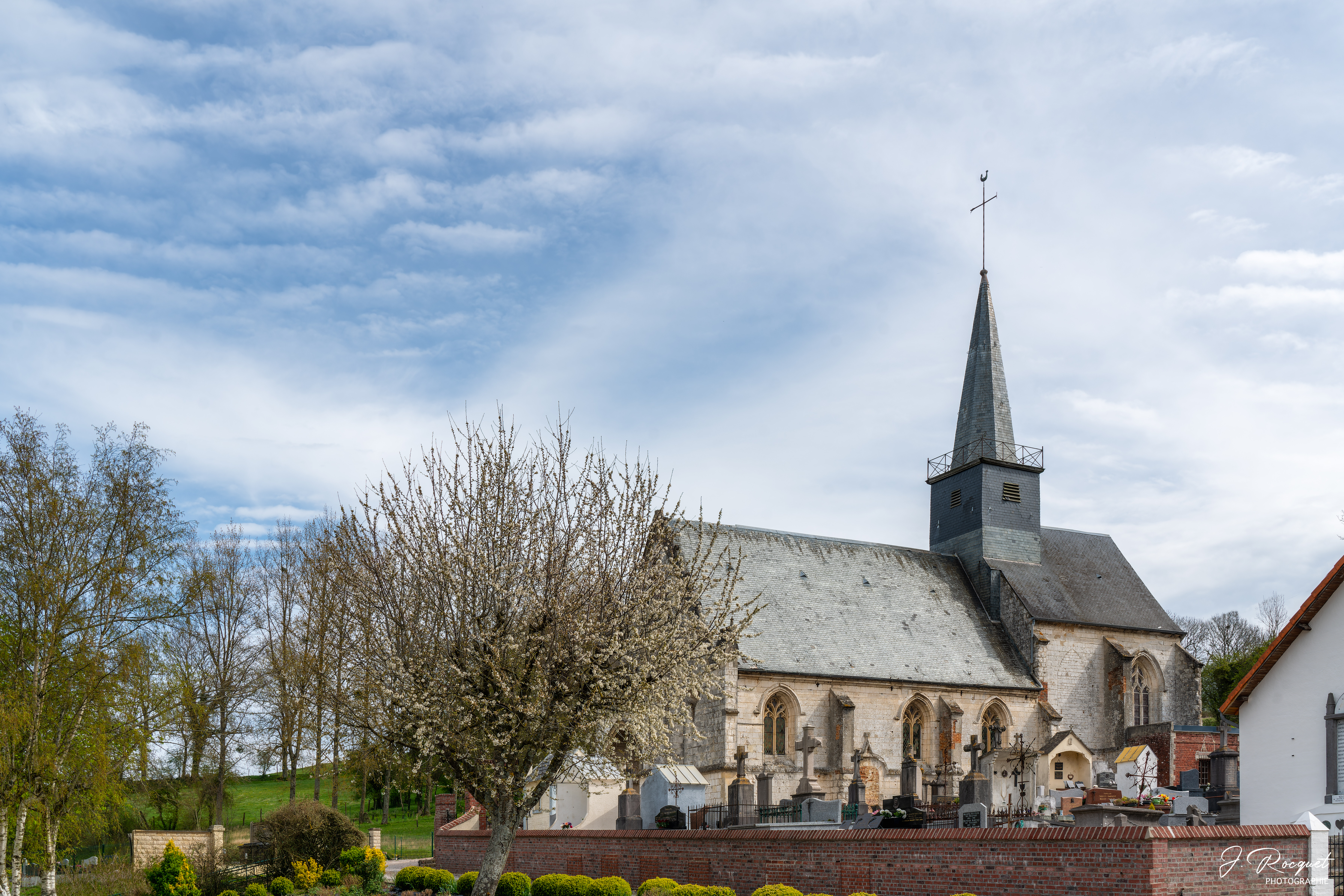
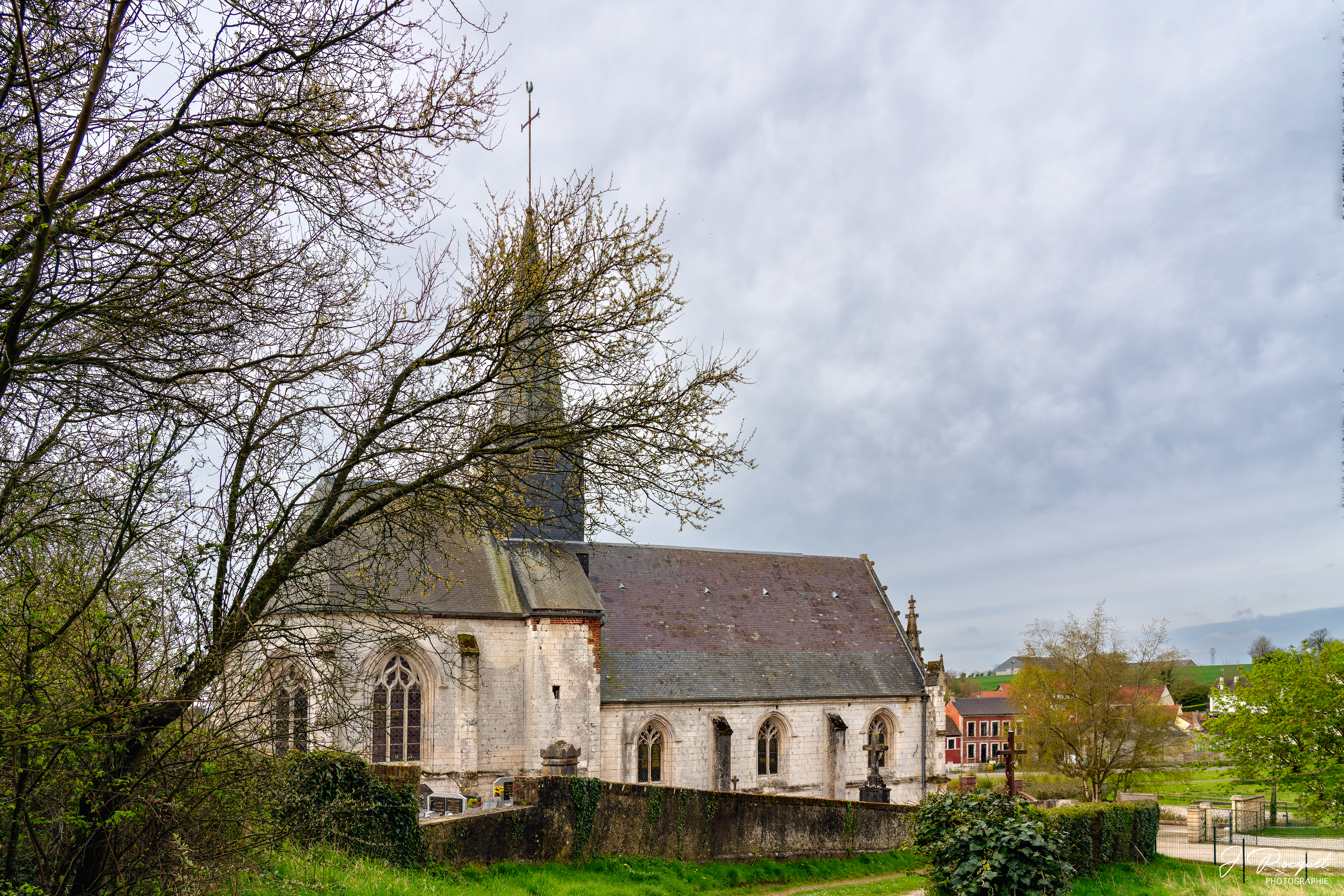
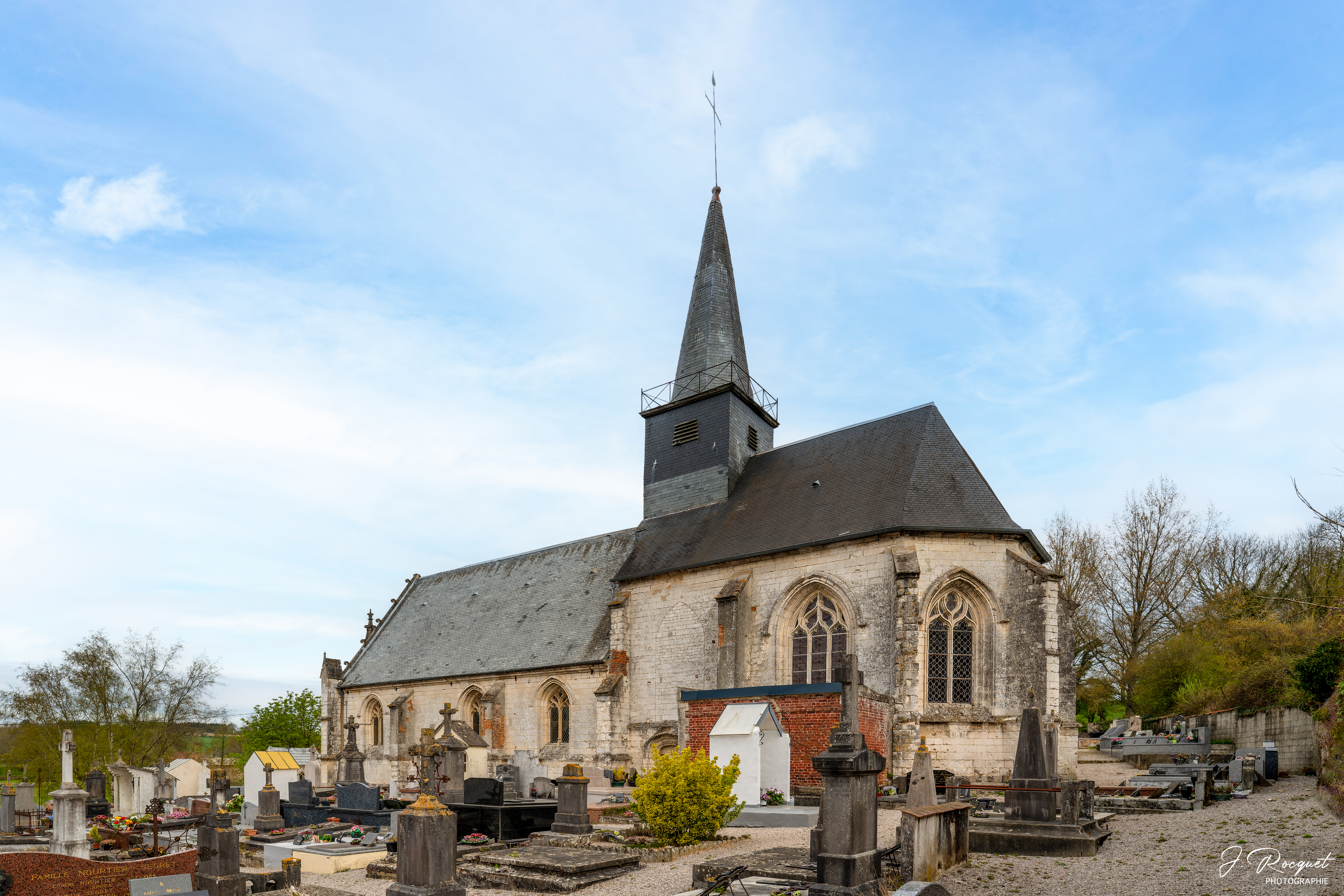

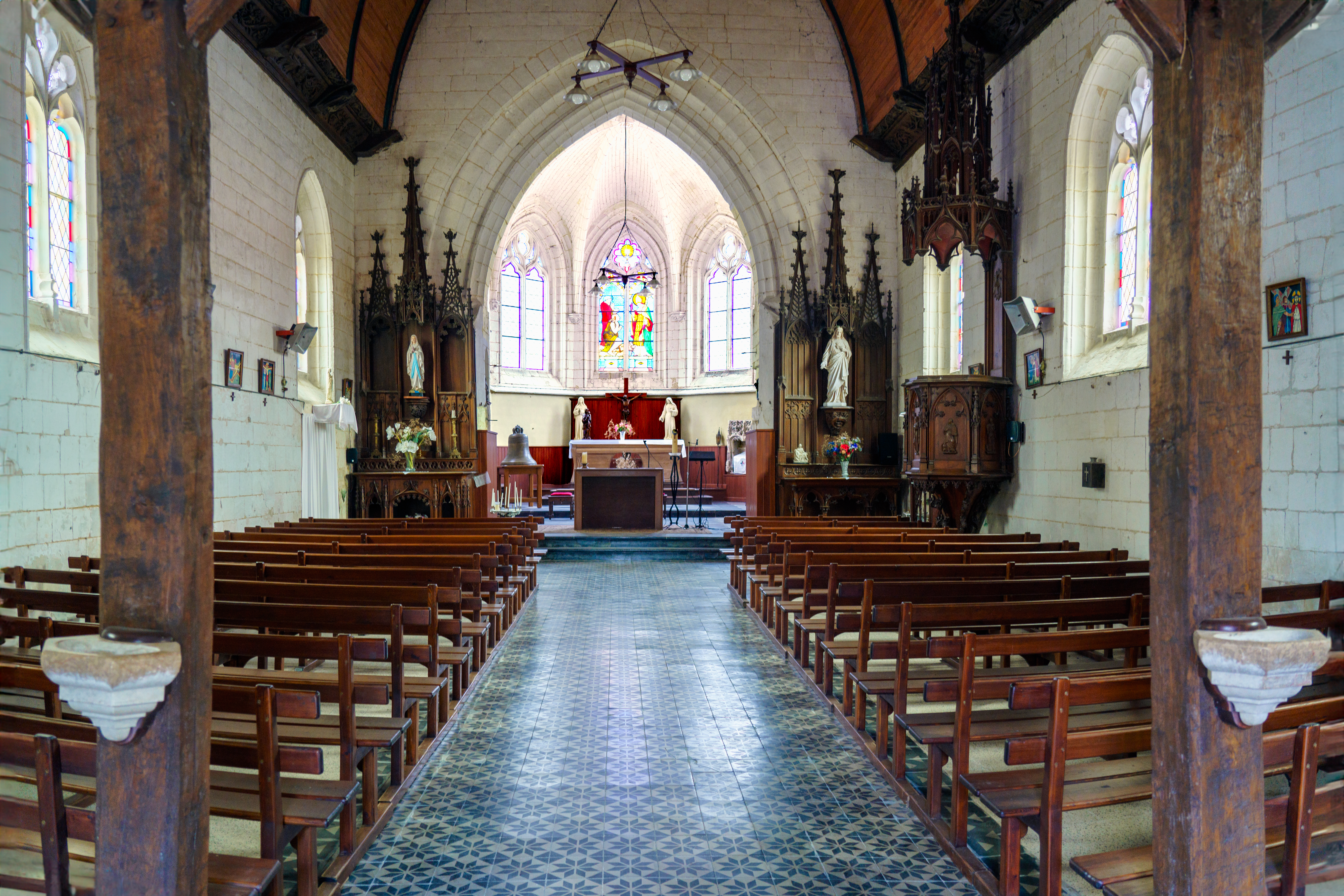
La nef et le chœeur.
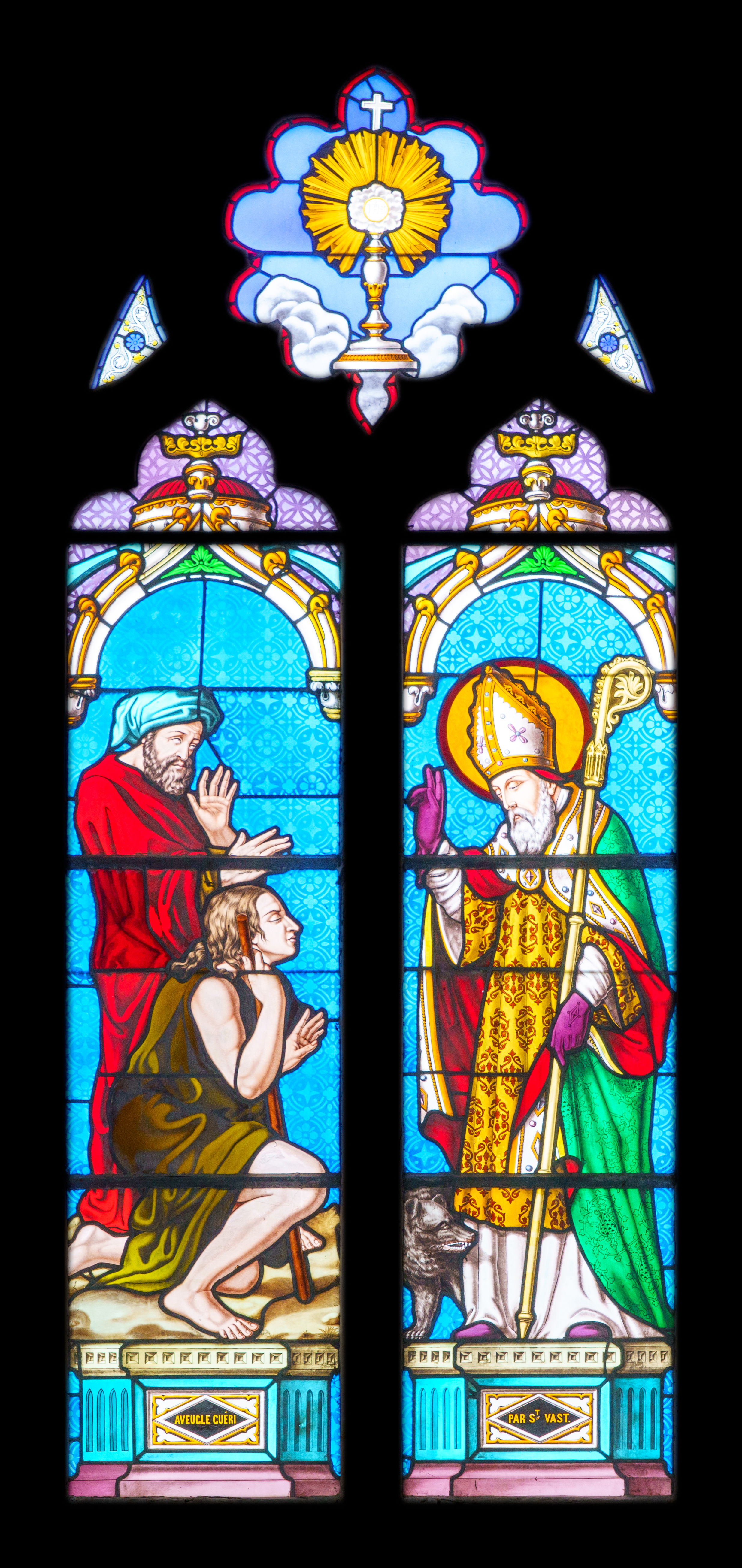
Vitrail du chœur.
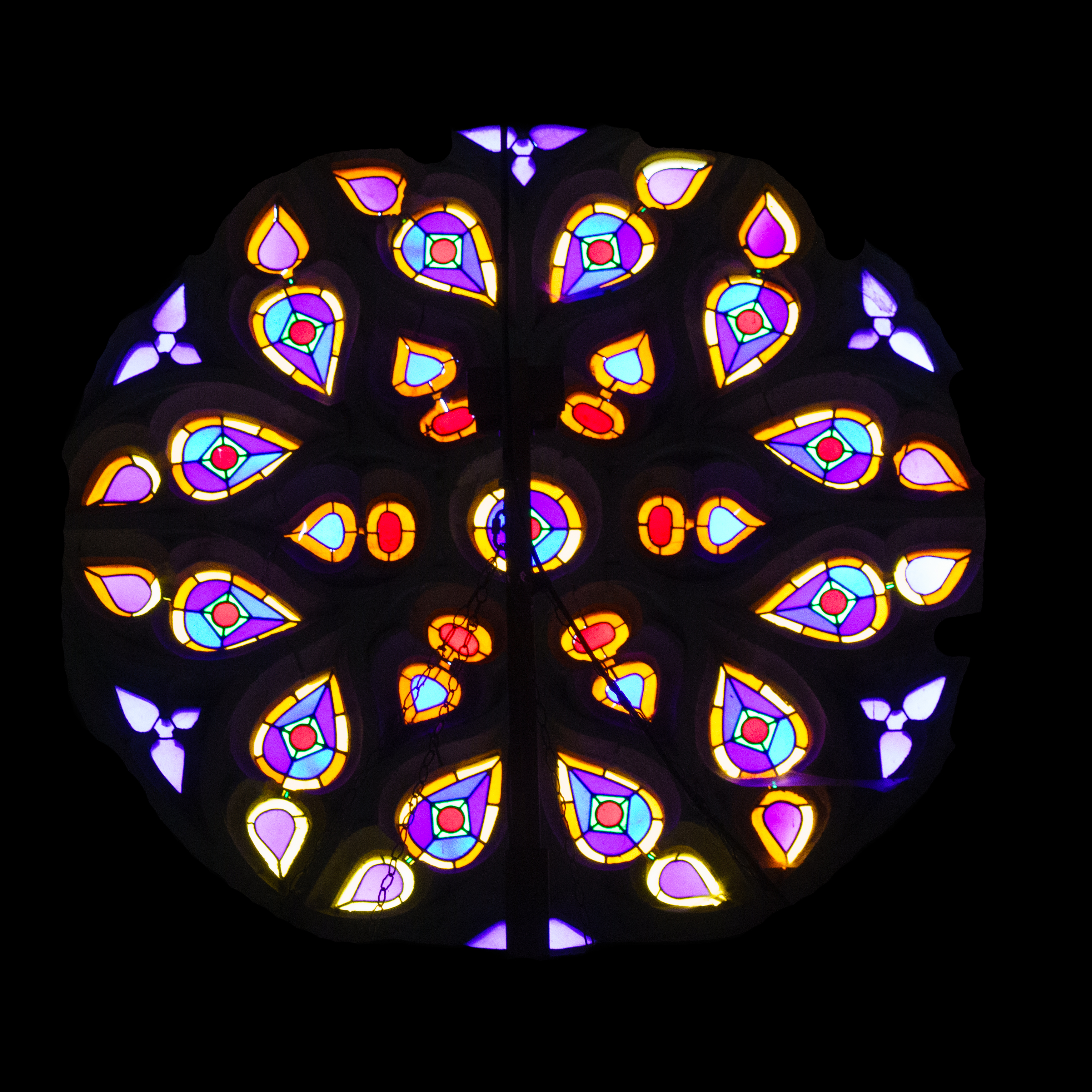
Rose au dessus de l'entrée.
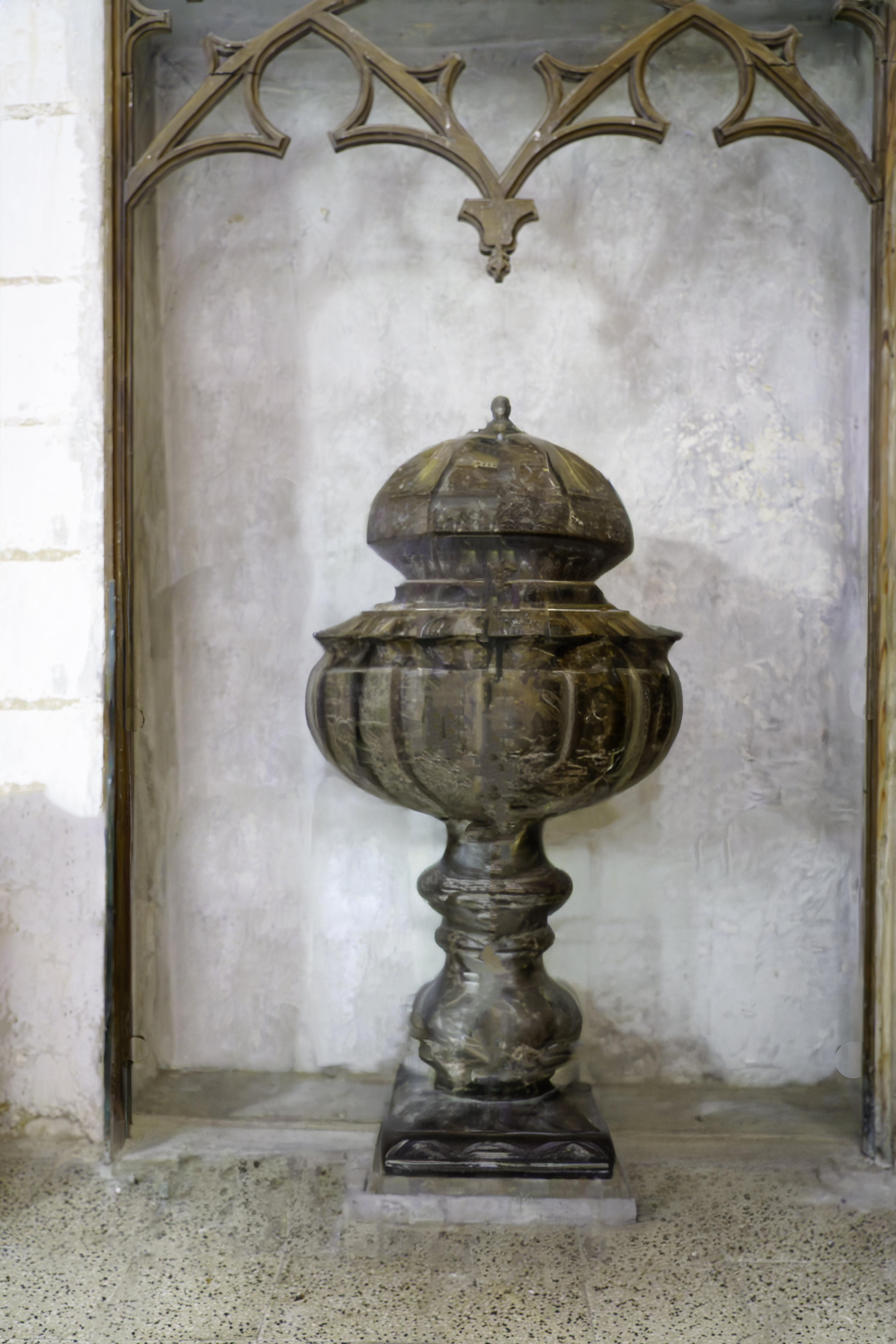
Fonts baptismaux.

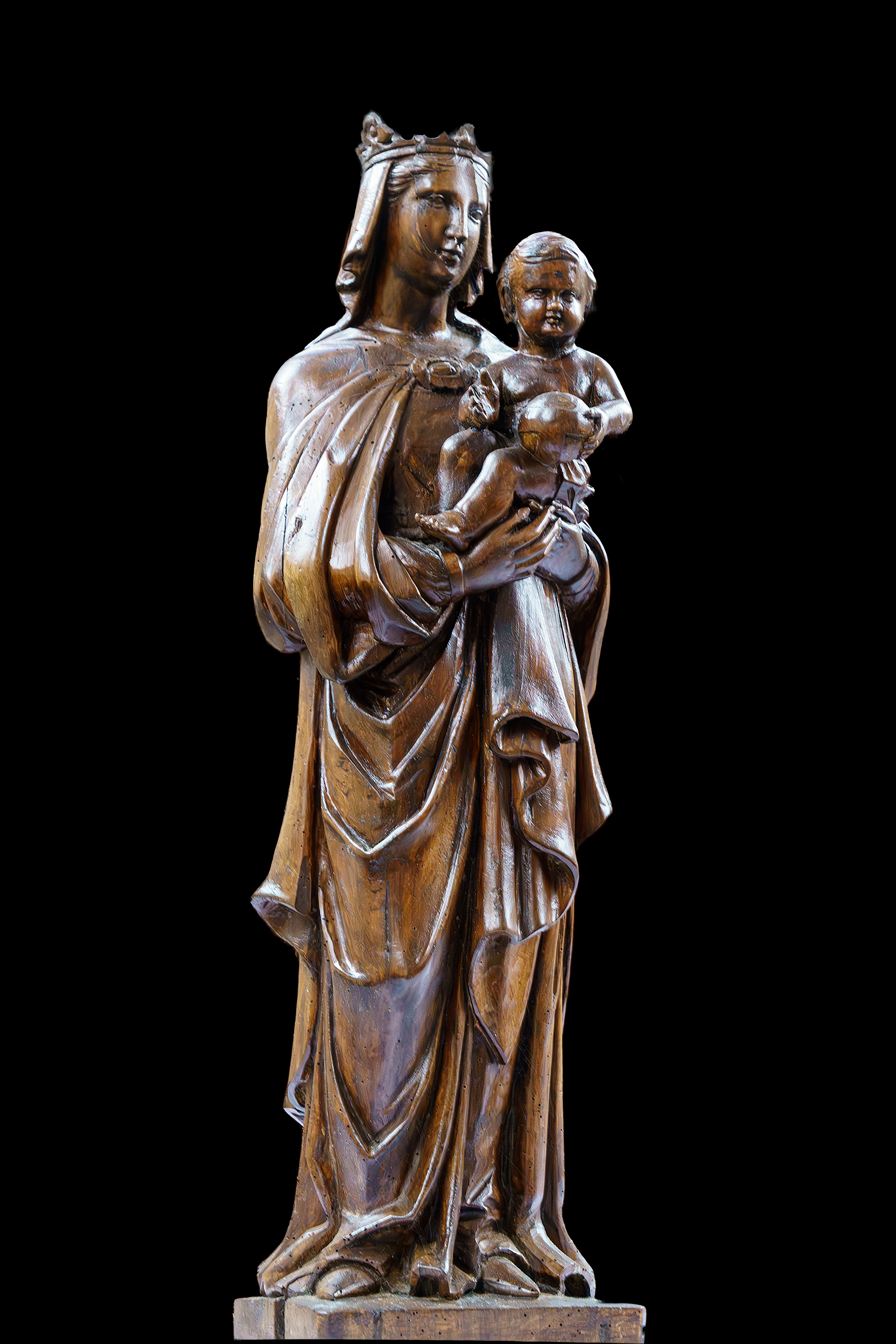
Vierge à l'enfant en bois sculpté ciré.
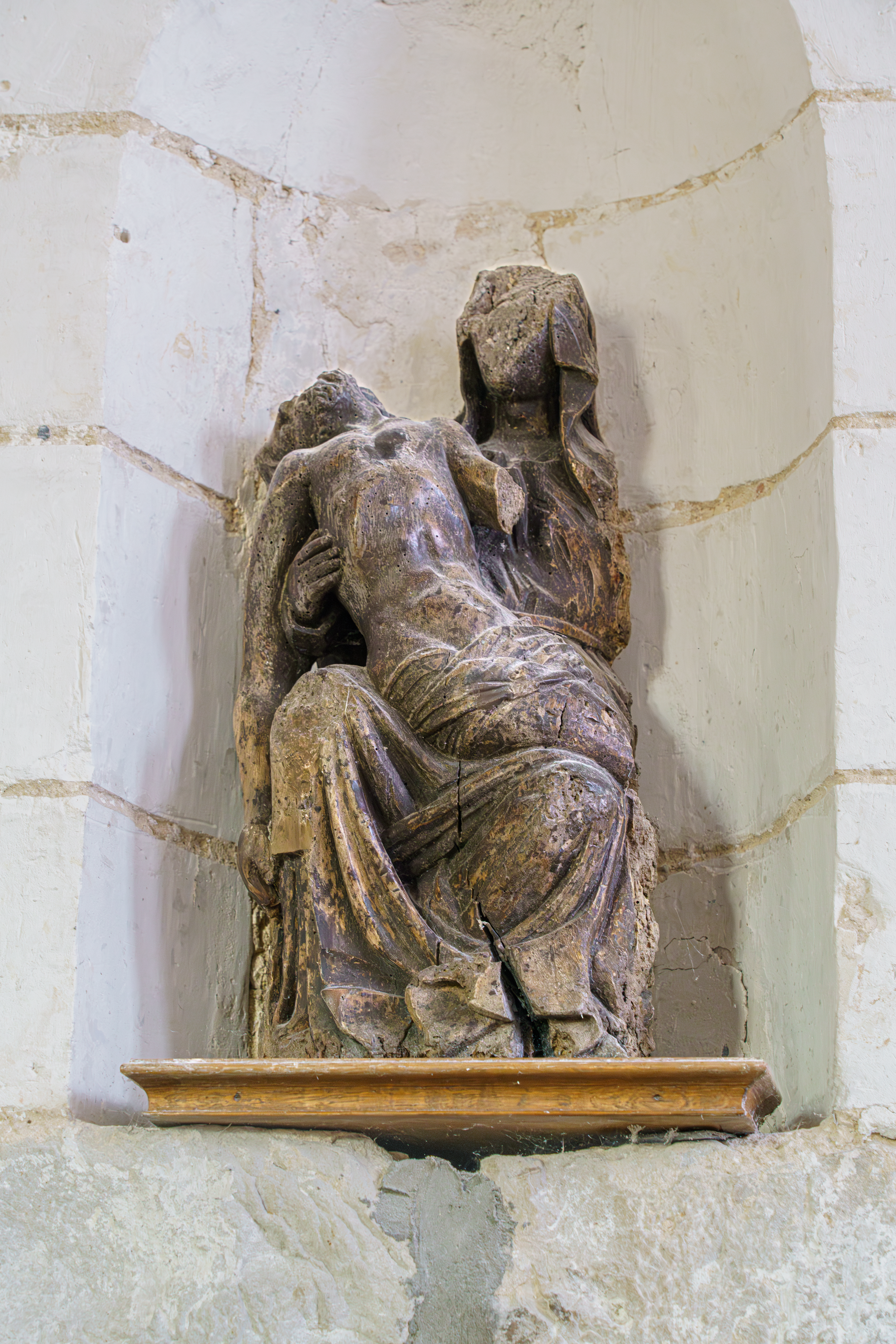
Pietà en bois sculpté.
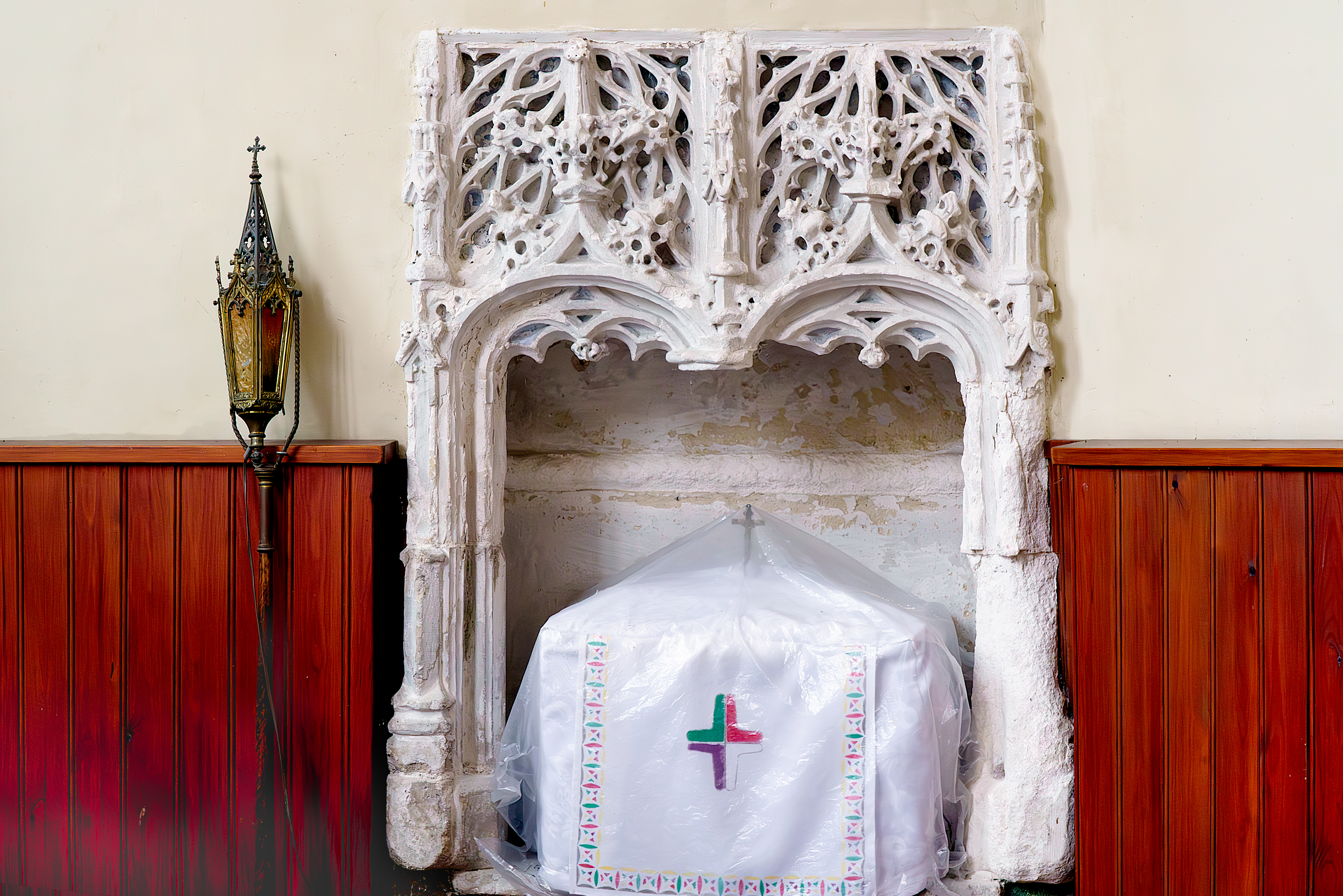
Enfeu gothique dans le chœur.

#### Autres monuments
- Le monument aux morts est constitué d'une simple stèle disposé sur un muret de pierre[55].
- Le calvaire.
- Le pigeonnier.
- Le château.

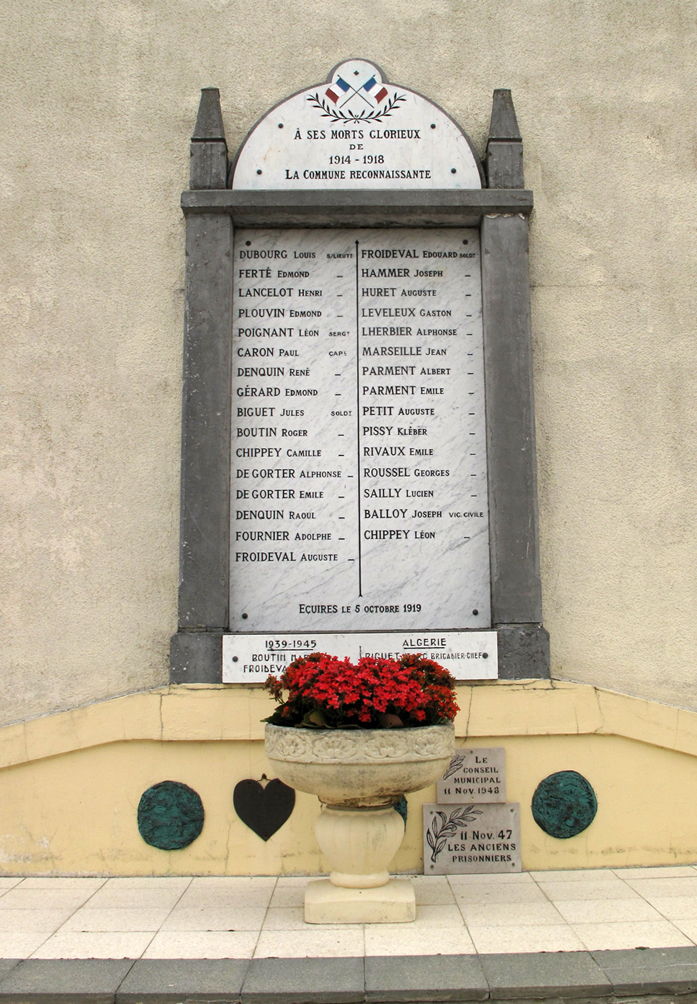
Le monument aux morts.
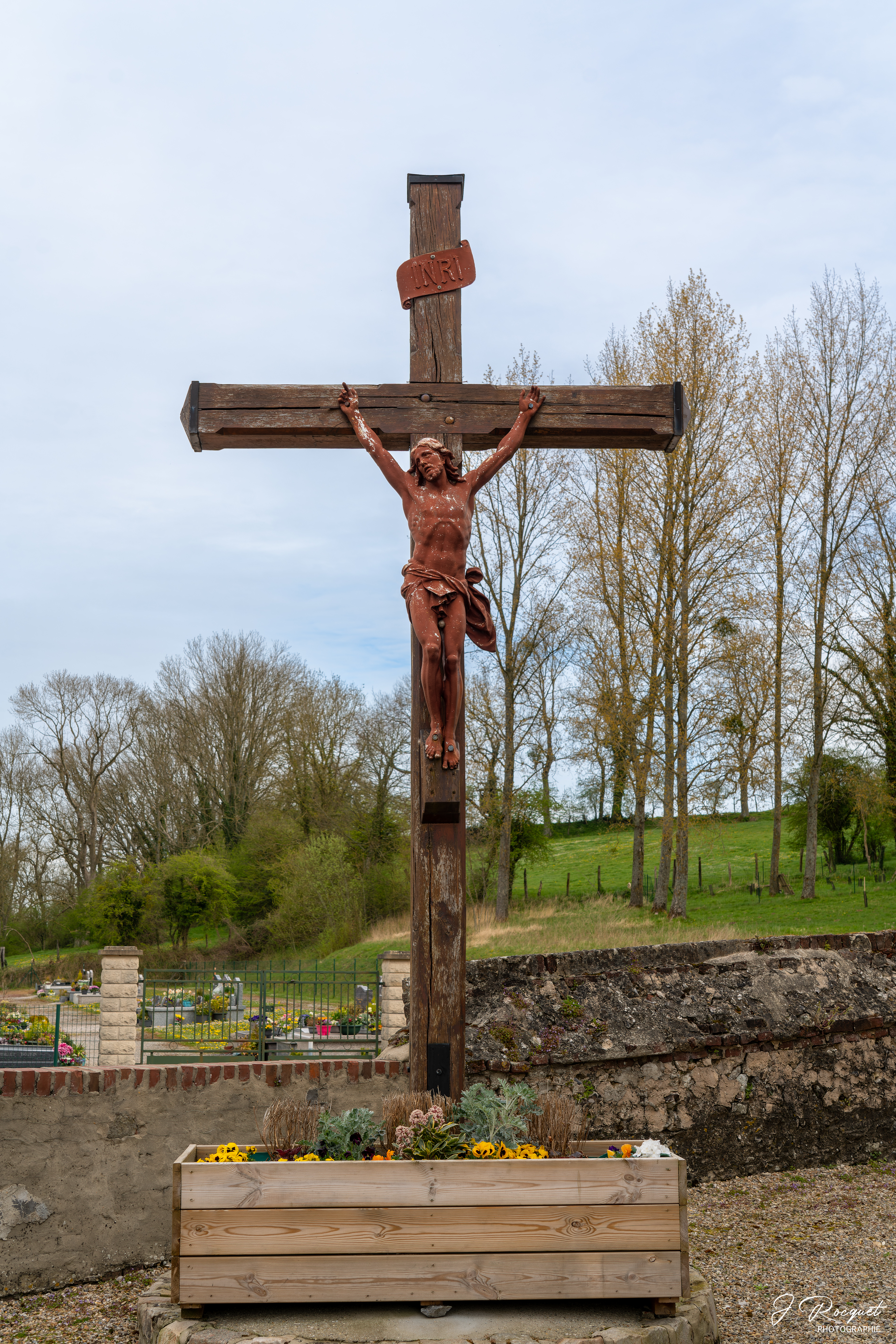
Le calvaire du cimetière.
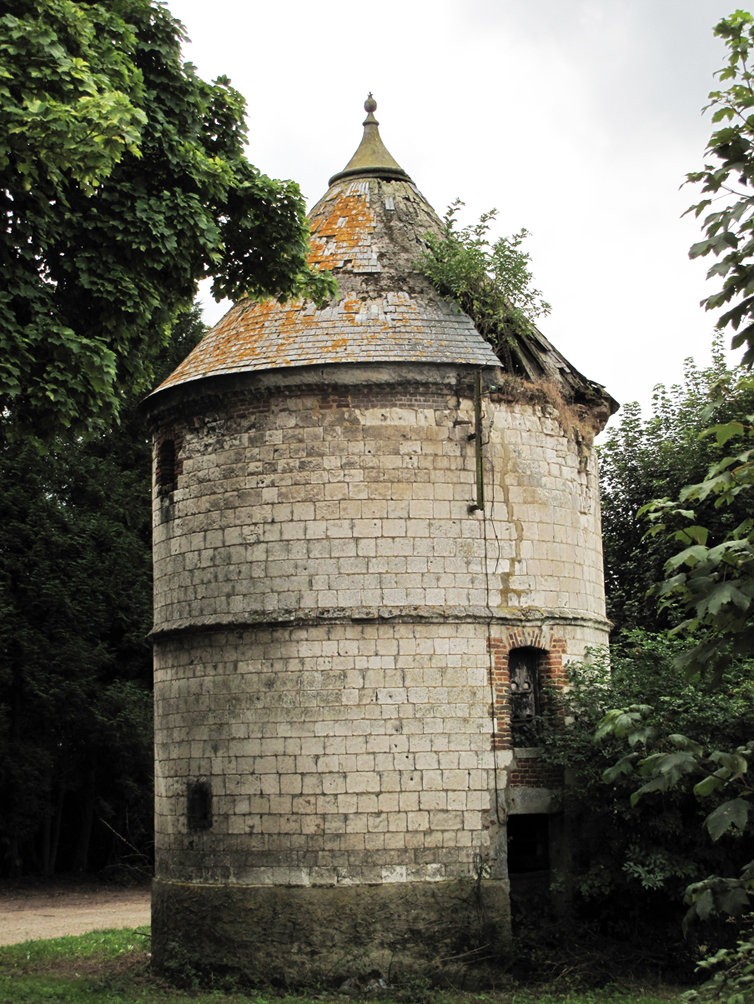
Le pigeonnier.
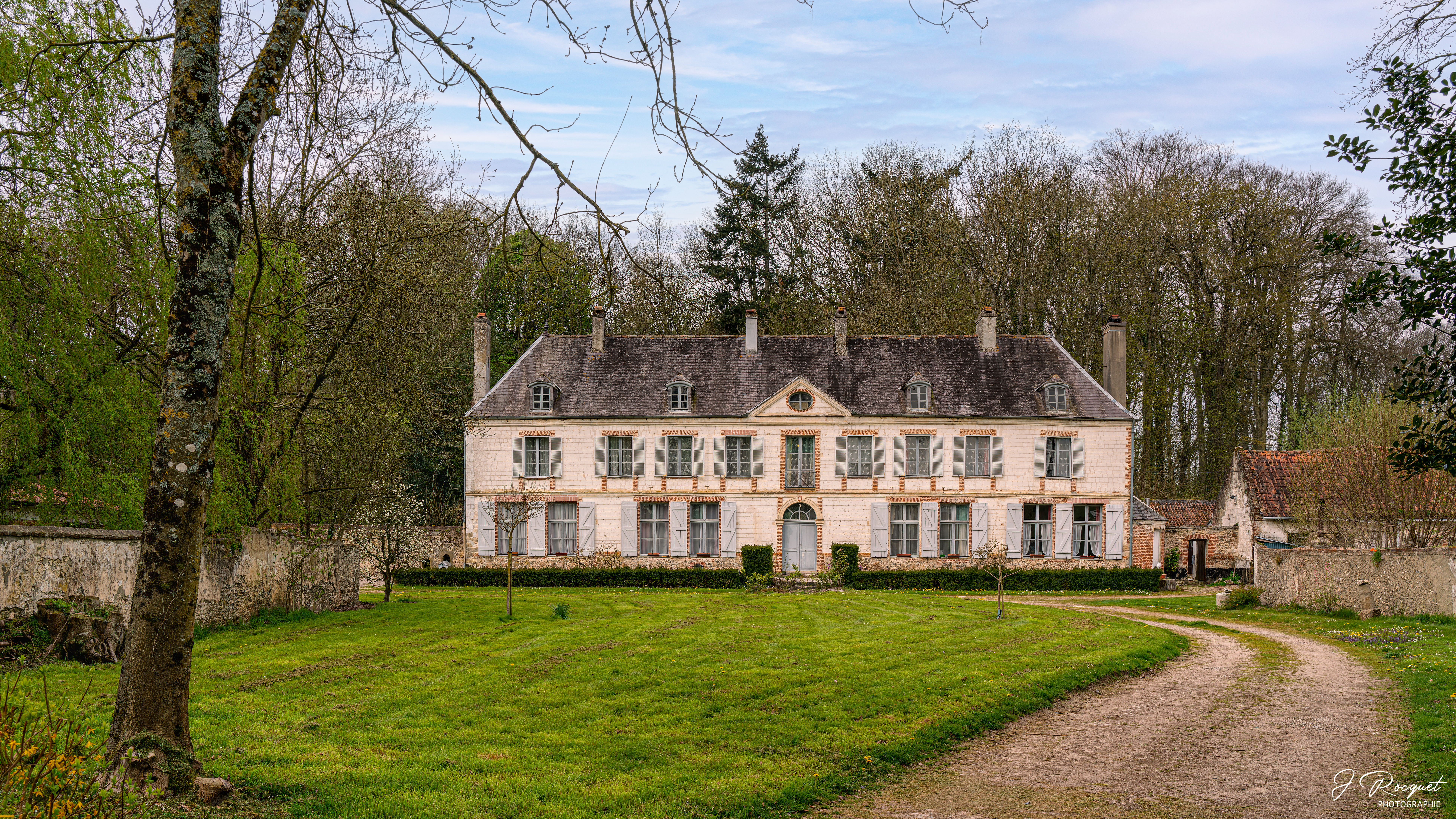
Le château.

### Héraldique
| Blason de Écuires | Blason  | D'azur semé de fleurs de lys d'or, à l'écusson d'argent chargé d'une grange de gueules.                                                                            |
| Blason de Écuires | Détails | Armes parlantes (Écuires → Écurie / Grange). Le champ fleurdelysé serait celui de l'abbaye royale de Saint-Saulve, seigneur d'Écuires. Adopté par la municipalité. |

## Pour approfondir